# ۴۵۲ (قمری)
۴۵۲ (قمری)، چهارصد و پنجاه و دومین سال در گاهشماری هجری قمری است. اول محرم این سال برابر با دوازدهم فوریه سال ۱۰۶۰ میلادی است.